# Djuptjärn, Kalix
Djuptjärn är ett bostadsområde i Kalix. I området bor det 862 personer över 16 år (2020) och det är vanligt med villor och flerbostadshus byggda på 1970- och 1990-talen.

## Området

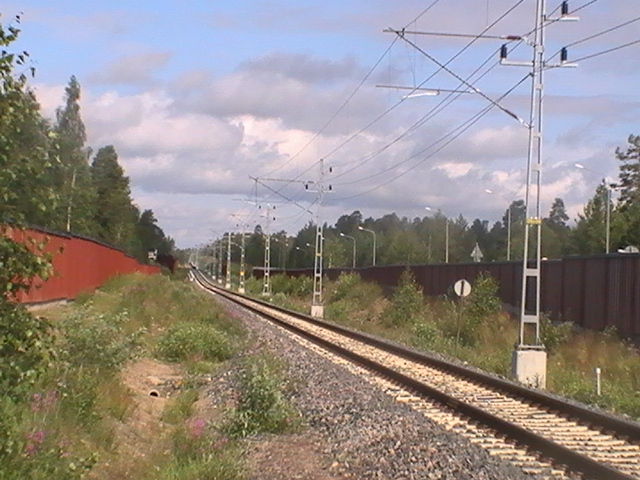
Haparandabanan vid järnvägsövergången i Djuptjärn år 2013.

När Kalixbanan byggdes ut på 1960-talet uppstod det en banvall på området vilket ledde till att en gångtunnel gjordes som förbinder bostadsområdena Djuptjärn och Stenbäcken. En målning utfördes på insidan av tunneln. På 2010-talet vitmålades tunneln efter att ha blivit utsatt för mycket klotter. Man hade tidigare sanerat klottret men kommunen bestämde att det skulle bli en tunnel där det var okej för graffiti.
Det var på 1970-talet som båda områdena började byggas ut. Innan dess fanns inte många hus här. På 1990-talet byggdes husen vid Kamomillstigen. Här finns även Djuptjärns gruppboende, ett särskilt boende för vuxna.

## Näringsliv
Det har funnits en Konsumaffär på området. Den stängdes senare, och efteråt har företaget Reklam & Industritryck (RIT) funnits där. Kalix kennelklubb huserar nu i lokalen sedan cirka år 2013 med namnet Eukanuba Arena som är över 400 kvm stor. 

## Skola

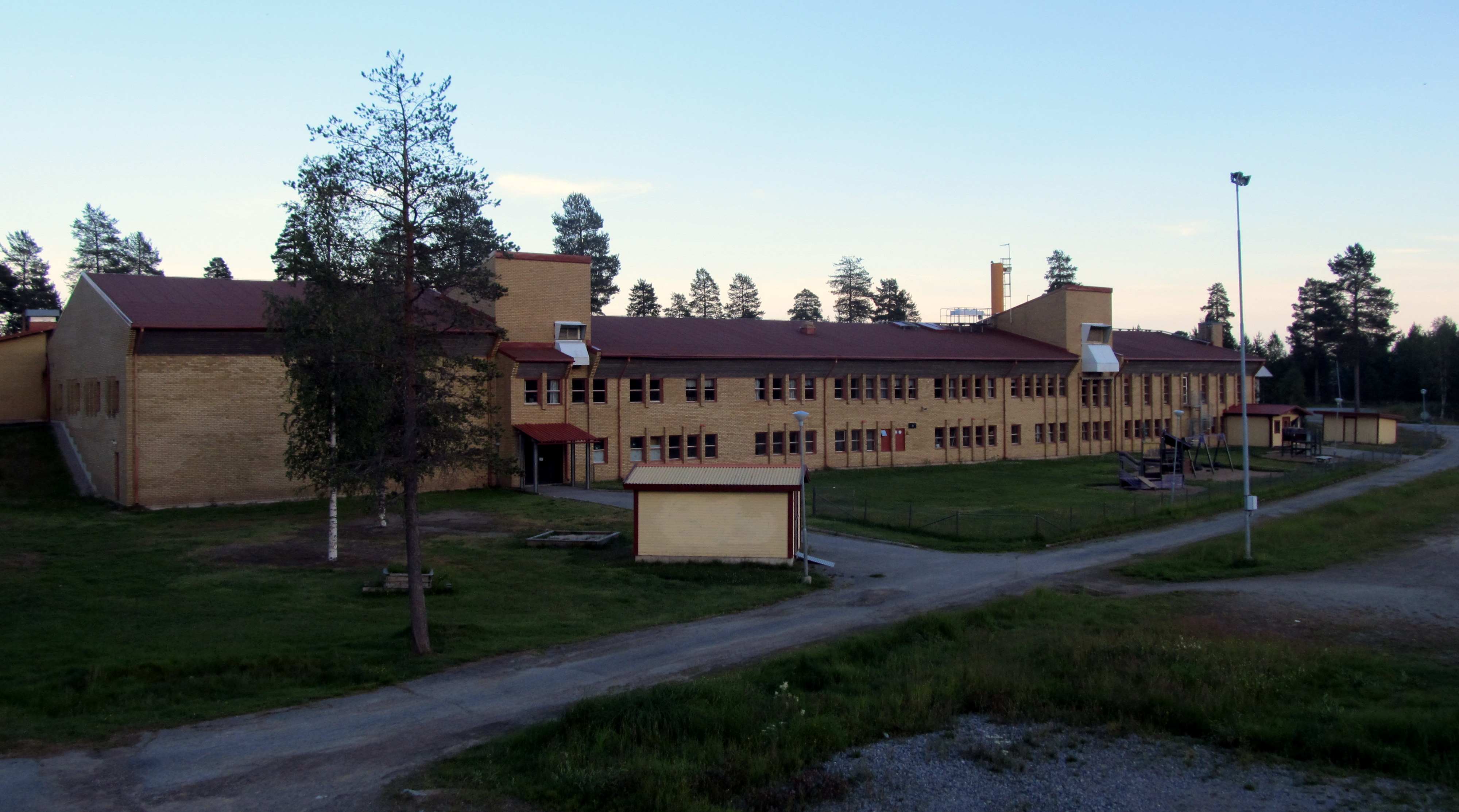
Baksidan av Djuptjärnsskolan, sedd från Kalix skidstadion.

På Djuptjärn finns Djuptjärnsskolan med elever från förskoleklass till årskurs sex. Skolan öppnades år 1978 och byggdes ut 1984. Under mars månad 2020 upptäcktes vattenskador i lokalen, och skolan stängdes för renovering.
Djuptjärns förskola finns även här. Ett valborgsfirande anordnades många år i anslutning till skolans idrottsplan. 

## Motion & uteliv
Rudträskbacken med skidbacke finns på området. Där åker man slalom under vintern och skolorna brukar ha utflykt dit. Manhemsskolans terränglopp brukar anordnas på elljusspåret. En bana för frisbeegolf har också anlagts.
Kalix skidstadion finns i närheten av Djuptjärnsskolan, och där finns elljusspår för skidåkning. Draghundsträning kan även förekomma. Skidtävlingar brukar anordnas här. En del av Skid-SM anordnades vid skidstadion år 2015. Även i april 2021 anordnades delar av Skid-SM i Kalix..
Några lekparker finns också, bland annat vid Kamomillstigen. 

## Kommunikationer
Till området kör lokaltrafikens bussar under helgfria dagar. Länstrafikens linje 304 mot Vitvattnet stannade förr också vid Djuptjärnsskolan.
Sedan 2012 passerar Haparandabanan, tidigare Kalixbanan, området och Kalix resecentrum finns cirka 1 kilometer från Djuptjärns centrum. 1 april 2021 startades persontrafik på banan. 

## Historik
Nära Djuptjärnsskolan finns "Konsumbacken". Namnet har uppkommit efter Konsumaffären som fanns just i närheten av backen.  
Det finns en bäck som rinner igenom området från sjön Djuptjärnen. En vår i mitten av 2000-talet, cirka 2007, blev det en stor översvämning i bäcken. Trumman som leder vattnet vidare från Djuptjärnssidan var förmodligen igensatt av mycket vatten eller av en ispropp, vilket ledde till att vattnet istället flödade genom gångtunneln som fick en hög vattennivå. Detta ledde till förtjusning bland skolbarnen, som lekte i vattnet och försökte sig på att cykla igenom vattnet på väg till skolan på morgonen. Kommunen kom senare och såg till att vattnet återgick till sitt normala flöde.  